# 孟憲彝
孟憲彝（1864年—1924年）字秉初，直隶省永清县人，中华民国政治人物。

## 生平
1880年，孟憲彝入永清益昌书院。1888年，举戊子科优贡生。1895年，投盛京将军府充文案委员，由于获盗出力，以同知直隶州升用。1897年，留任奉天候补知县。1898年，参加乡试中丁酉科举人。1900年，署奉天铁岭县知县，任内镇压铁岭县义和团起义出力。1904年，试署开原县知县。此后历任代理锦县知县、开原县知县、西安县知县。
1907年，孟憲彝因辽西防军获盗案出力，获委署海龙府知府。1908年，调署吉林长春府知府。1909年，先后调署双城府知府、黑龙江呼兰府知府、奉天府府尹。此后直到1915年（民国4年），孟憲彝一直在长春任职，署理长春内政以及对外交涉事宜。1911年1月，调署吉林西南路兵备道道员。1911年6月，孟憲彝在办理防疫出力案内保准嘉奖。1913年，署吉林西南路观察使兼长春交涉员，其间获得三等嘉禾章。1914年，转任吉林省吉长道道尹。1914年8月接署吉林巡按使。
1916年8月，孟憲彝协助顺直助赈局办理永清县水灾赈济工作。1917年，冯国璋代理大总统期间，孟憲彝永定河工督办。1917年5月，当选为直隶省候补参议员。1918年，孟憲彝成为中华民国第二届国会参议员，任至1920年第二届国会解散。
1924年4月，孟憲彝在天津病逝，享年60岁。

## 著作
- 《孟憲彝日记》